# Эурр
Эу́рр (фр. Éourres, окс. Eüras) — коммуна во Франции, находится в регионе Прованс — Альпы — Лазурный Берег. Департамент коммуны — Верхние Альпы. Входит в состав кантона Рибьер. Округ коммуны — Гап.
Код INSEE коммуны — 05047.

## Население
Население коммуны на 2008 год составляло 143 человека.
| 1831 | 1962 | 1968 | 1975 | 1982 | 1990 | 1999 | 2008 |
| ---- | ---- | ---- | ---- | ---- | ---- | ---- | ---- |
| 591  | 17   | 28   | 28   | 22   | 73   | 85   | 143  |

## Экономика
В 2007 году среди 86 человек в трудоспособном возрасте (15—64 лет) 59 были экономически активными, 27 — неактивными (показатель активности — 68,6 %, в 1999 году было 69,6 %). Из 59 активных работали 39 человек (20 мужчин и 19 женщин), безработных было 20 (10 мужчин и 10 женщин). Среди 27 неактивных 11 человек были учениками или студентами, 4 — пенсионерами, 12 были неактивными по другим причинам.